# 江习古高速公路
江习古高速公路，是连接中国重庆市江津区、贵州省习水县和四川省古蔺县的一条跨省高速公路，全长56公里，采用24.5米双向四车道标准建设，设计时速80公里。

## 重庆段
重庆段称 江习高速，又称“四面山高速公路”，主线长64.415公里，四面山支线长6.043公里，总里程70.458公里。2014年6月开工，2018年6月29日全线通车。

## 贵州段
贵州段称 江习古高速，起于重庆市江津区柏林镇与贵州省习水县寨坝镇交界的两路口，与重庆江津至四面山高速对接，经寨坝镇、大坡镇至温水镇的一碗水与  印习高速形成枢纽交叉，再经良村镇至官坪，设习水互通与仁赤高速习水支线并线，至石板田枢纽互通与  蓉遵高速连接，经临江庙、贵州坪至习酒镇，跨赤水河红军大桥与四川 古习高速连接。寨坝至习水段于2017年12月30日通车，习水至习酒段于2018年10月30日通车。